# Stella pre-sequenza principale

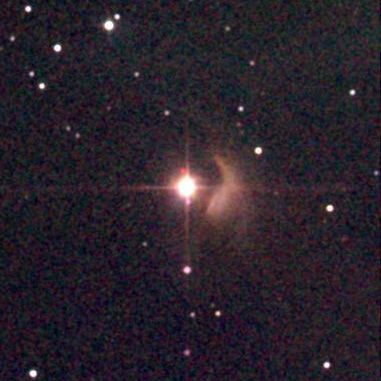
T Tauri, prototipo dell'omonima classe di stelle pre-sequenza principale.

Si definisce stella pre-sequenza principale (stella o oggetto PMS - acronimo dell'inglese Pre-Main Sequence) la fase della formazione stellare compresa tra lo stadio di protostella e la sequenza principale. Si dividono in variabili Orione (con range di massa tra 0,08 e 2 masse solari  M☉) e Stelle Ae/Be di Herbig (2-8 M☉). Non esistono stelle PMS più massicce di 8 M☉, dal momento che quando entrano in gioco delle masse molto elevate, l'embrione stellare raggiunge in maniera estremamente rapida le condizioni necessarie all'innesco della fusione dell'idrogeno dando inizio alla sequenza principale.

## Evoluzione

La traccia di Hayashi di una stella simile al sole.
1. Collasso della protostella: interno totalmente convettivo.
2. Crescita della temperatura effettiva: innesco delle prime reazioni nucleari, primo abbozzo del nucleo radiativo (ingresso nella traccia di Henyey).
3. Innesco della fusione dell'idrogeno: nucleo totalmente radiativo (ingresso nella ZAMS).

L'astro è considerato una protostella per tutto il tempo in cui la materia che la circonda precipita nel centro di condensazione; quando si ferma il processo di accrescimento e i gas circostanti vengono dispersi, l'astro è considerato una stella pre-sequenza principale. L'energia emessa da questi oggetti non è dovuta alle reazioni termonucleari di fusione dell'idrogeno nel nucleo stellare, ma al collasso gravitazionale.
La stella PMS segue un caratteristico tragitto sul diagramma H-R, noto come traccia di Hayashi, durante il quale continua a contrarsi. La contrazione prosegue fino al raggiungimento del limite di Hayashi, dopodiché prosegue a temperatura costante in un tempo di Kelvin-Helmholtz superiore al tempo di accrescimento; in seguito le stelle con meno di 0,5 masse solari raggiungono la sequenza principale. Stelle più massicce, al termine della traccia di Hayashi, subiscono invece un lento collasso in una condizione prossima all'equilibrio idrostatico, seguendo a questo punto un percorso nel diagramma H-R detto traccia di Henyey.

## Caratteristiche
Le stelle PMS possono esser distinte dalle stelle di sequenza principale tramite l'analisi degli spettri stellari, che permette di misurare la correlazione tra gravità e temperatura: una stella pre-sequenza principale presenta un rapporto raggio-massa maggiore rispetto a quello di una stella di sequenza principale, segno delle minor volume di queste ultime.
Le stelle PMS divengono visibili nell'ottico quando oltrepassano la birthline stellare, situata a destra della sequenza principale nel diagramma HR. Questo stadio evolutivo equivale a meno dell'1% della vita della stella (per confronto, la sequenza principale corrisponde a circa l'80%).
Queste stelle possiedono degli eccessi di emissione nel range dell'infrarosso, segno della presenza in orbita di un disco di accrescimento costituito da gas e polveri, probabile sede di formazione planetaria.

## Classi

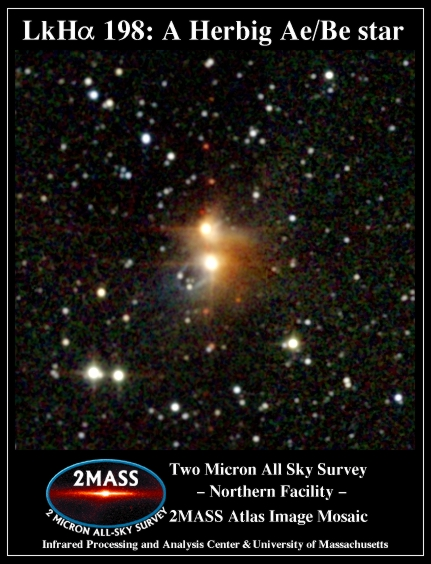
La regione oscura di LDN 1265 (vdB 1) nel complesso di Cassiopea, illuminata in piccoli punti dalla luce di alcune stelle vicine; spicca la stella Ae/Be di Herbig V633 Cassiopeiae. 2MASS

Al novero delle stelle pre-sequenza principale appartengono le stella Ae/Be di Herbig e le variabili Orione. Le variabili Orione si suddividono a loro volta in stelle T Tauri, stelle EX Lupi (EXors) e stelle FU Orionis (FUors); queste ultime due classi sono considerate come particolari tipologie di T Tauri.
Le stelle Ae/Be di Herbig, appartenenti alle classi A e B, costituiscono i rappresentanti più massicci delle stelle pre-sequenza principale. Sono caratterizzate da spettri in cui dominano le linee di emissione dell'idrogeno (serie di Balmer) e del calcio; tale emissione non proviene direttamente dalla stella, ma dal materiale che si addensa attorno ad essa. Tuttavia, differisce in maniera sostanziale da quella delle stelle Be, loro analoghi nella sequenza principale; infatti, nel caso delle stelle Be, è dovuta ad un disco di materiale originato dalle parti esterne della stella stessa, mentre nel caso delle stelle Ae/Be di Herbig è dovuto all'intervento del disco residuo dal processo di accrescimento.
Le stelle T Tauri sono simili al Sole per massa e temperatura, ma sono alcune volte più grandi in termini di diametro e, per questa ragione, più luminose. Sono caratterizzate da alte velocità di rotazione, tipiche delle stelle giovani, e possiedono dei campi magnetici estremamente intensi, che attraggono i gas vicini risucchiandoli lungo le linee di campo, provocando massicci brillamenti ed estese macchie sulla loro fotosfera, oltre che alimentando getti bipolari. Le stelle T Tauri hanno inoltre emissioni di raggi X e radio intense e variabili, circa 1000 volte superiori a quelle del Sole e molte hanno venti stellari estremamente potenti. Un indice della giovinezza delle stelle T Tauri è dato dalle alte quantità di litio rispetto alle stelle di sequenza principale; questo elemento è infatti distrutto dalle alte temperature dei nuclei delle stelle di sequenza principale dove si innescano le reazioni di fusione nucleare, mentre resiste alle temperature notevolmente più basse dei nuclei delle T Tauri.
Tra le T Tauri sono annoverate anche le stelle FU Orionis, di classe F o G, e le stelle EX Lupi, di classe K o M. Le due classi stellari sono caratterizzate da cambiamenti repentini e notevoli della propria luminosità e del tipo spettrale.